# Ishikawa Tadao
Ishikawa Tadao (japanisch 石川 忠雄; geboren 21. Januar 1922 in Tōkyō; gestorben 25. September 2007 ebenda) war ein japanischer Kenner des japanischen und insbesondere des chinesischen Rechtssystems.

## Leben und Wirken
Ishikawa Tadao machte 1946 seinen Studienabschluss in der Juristischen Fakultät der Keiō-Universität und bildete sich anschließend an seiner Alma Mater weiter. 1948 wurde er dort Assistenzprofessor und 1955 Professor. 1956 wirkte er als Gastprofessor an der Harvard-Universität. 1960 wurde er zum Dr. Jur. promoviert. Von 1965 bis 1969 war er Geschäftsführer der Universität, von 1971 bis 1977 Dekan der Juristischen Fakultät. Anschließend war er bis 1993 Präsident der Keiō-Universität. 1987 wurde er als „Meiyo Kyōju“ verabschiedet.
Zu Ishikawas Publikationen gehören „Geschichte der Verfassung Chinas“ (中国憲法史, Chūgoku kempō-shi) 1952, „Verschiedene Probleme des gegenwärtigen Chinas“ (現代中国の諸問題, Gendai Chūgoku no shomondai) 1967, „Die japananische Außenpolitik, wie ich sie sehe“ (私の見た日本外交, Watakushi mita Nihon gaikō) 1976.
1991 wurde Ishikawa als Person mit besonderen kulturellen Verdiensten geehrt und 2000  dem Kulturorden ausgezeichnet.